# Spirembolus prominens
Spirembolus prominens är en spindelart som beskrevs av Alfred Frank Millidge 1980. Spirembolus prominens ingår i släktet Spirembolus och familjen täckvävarspindlar. Inga underarter finns listade i Catalogue of Life.